# Cheirostylis seidenfadeniana
Cheirostylis seidenfadeniana là một loài thực vật có hoa trong họ Lan. Loài này được Sath.Kumar & F.N.Rasm. mô tả khoa học đầu tiên năm 1987.